# Duwaybiq
Toybuk  (tiếng tiếng Thổ Nhĩ Kỳ: Toybuk, tiếng Ả Rập: تويبق, đã Latinh hoá: Toybūq), hoặc Duwaybiq (tiếng Ả Rập: دويبق, đã Latinh hoá: Dūvaybık hoặc (tiếng Ả Rập: دويبيق, đã Latinh hoá: Duwaybīq), còn được gọi là Duniq (tiếng Ả Rập: دونيق, đã Latinh hoá: Dūnīq), là một làng ở phía bắc tỉnh Aleppo, tây bắc Syria.
Về mặt hành chính, làng thuộc Nahiya Sawran, huyện Azaz. Duwaybiq cách thành phố Allepo khoảng 35 km về phía bắc. Xung quanh ngôi làng này là các thị trấn Ihtaimlat 2 km (1,2 mi) về phía tây, Dabiq 3 km (1,9 mi) về phía nam và Turkman Bareh 5 km (3,1 mi) về phía đông nam. Trong cuộc điều tra dân số năm 2004, Duwaybiq có dân số 1.862 người.